# Absecon
Absecon ist eine Stadt im Atlantic County, New Jersey. Bei der Volkszählung von 2020 wurde eine Bevölkerungszahl von 9137 registriert.

## Geographie
Nach dem United States Census Bureau hat die Stadt eine Gesamtfläche von 17,9 km², wovon 14,8 km² Land und 3,1 km² (17,46 %) Wasser ist.

## Demographie
Nach der Volkszählung von 2000 gibt es 7.638 Menschen, 2.773 Haushalte und 2.085 Familien in der Stadt. Die Bevölkerungsdichte beträgt 515,6 Einwohner pro km². 83,31 % der Bevölkerung sind Weiße, 6,01 % Afroamerikaner, 0,17 % amerikanische Ureinwohner, 7,46 % Asiaten, 0,00 % pazifische Insulaner, 1,51 % anderer Herkunft und 1,54 % Mischlinge. 3,77 % sind Latinos unterschiedlicher Abstammung.
Von den 2.773 Haushalten haben 32,5 % Kinder unter 18 Jahre. 59,6 % davon sind verheiratete, zusammenlebende Paare, 11,2 % sind alleinerziehende Mütter, 24,8 % sind keine Familien, 19,2 % bestehen aus Singlehaushalten und in 7,9 % Menschen sind älter als 65. Die Durchschnittshaushaltsgröße beträgt 2,69, die Durchschnittsfamiliengröße 3,08.
23,5 % der Bevölkerung sind unter 18 Jahre alt, 5,7 % zwischen 18 und 24, 29,6 % zwischen 25 und 44, 25,1 % zwischen 45 und 64, 16,1 % älter als 65. Das Durchschnittsalter beträgt 40 Jahre. Das Verhältnis Frauen zu Männer beträgt 100:92,0, für Menschen älter als 18 Jahre beträgt das Verhältnis 100:88,4.
Das jährliche Durchschnittseinkommen der Haushalte beträgt 55.745 USD, das Durchschnittseinkommen der Familien 61.563 USD. Männer haben ein Durchschnittseinkommen von 47.984 USD, Frauen 31.663 USD. Der Pro-Kopf-Einkommen der Stadt beträgt 23.615 USD. 4,8 % der Bevölkerung und 3,2 % der Familien leben unterhalb der Armutsgrenze, davon sind 5,9 % Kinder oder Jugendliche jünger als 18 Jahre und 4,3 % der Menschen sind älter als 65.

## Sehenswürdigkeiten
- Absecon Leuchtturm, 1857 gebaut[2]

Drei Häuser der Stadt sind im National Register of Historic Places (NRHP) eingetragen (Stand 28. September 2018).

## Söhne und Töchter der Stadt
- Phil Ivey (* 1977), Pokerspieler